# 索倫鎮區 (密歇根州肯特縣)
索倫鎮區（英語：Solon Township）是位於美國密歇根州肯特縣的一個行政鎮區。

## 地方資料
索倫鎮區的面積為93.96平方千米，當中陸地面積為89.92平方千米，而水域面積為4.04平方千米。根據2020年美國人口普查的數據，當地共有人口6496人，而人口密度為每平方千米69.14人。